# Папа Луције II
Папа Луције II (лат. Lucius II; Болоња - Рим, 15. фебруар 1145) је био 166. папа од 16. марта 1144. до 15. фебруара 1145.